# 菱角汤 (清真菜)
菱角汤，即是牛肉馅的云吞，多见于回民的清真餐馆。通常以鸡汤作为汤底，以紫菜、虾皮儿、胡椒面、盐为佐料。做法是将牛肉馅云吞先放入煮开的鸡汤煮熟，通常还会飞入打散的鸡蛋，以增加鲜味，然后冲入准备好的放有紫菜、虾皮儿、胡椒面、盐等佐料的碗中。
菱角汤一般是作为早餐食用，配上烧饼或油条，味道更加。

## 外部連結
- 天津稀食 （页面存档备份，存于）